# Kutnik
Kutnik je mjerni instrument ili alat koji služi za kontrolu kuta samo jedne veličine. U strojarstvu se najviše koriste kutnici s kutom od 90˚, 45˚, 60˚ i 120˚, i slično. Kontrola kuta se određuje metodom svjetlosne zračnosti (kut je pravilno izrađen ako kutnik pravilno naliježe na predmet, i između njih ne prolazi svjetlost). 
Kutnici se izrađuju od čelika, a mjerne površine su fino obrađene.